# 施泰因巴赫 (埃爾瑟河支流)
52°8′28.25″N 8°18′10.37″E / 52.1411806°N 8.3028806°E
施泰因巴赫（德語：Steinbach），是德國的河流，位於該國西部，處於北萊茵-威斯特法倫州，屬於埃爾瑟河的支流，河道全長2.8公里，發源自博格霍爾茨豪森。